# Jason London
Jason London (n. 7 noiembrie 1972) este un actor american. Este cel mai cunoscut pentru rolul său  Randall "Pink" Floyd din filmul  Dazed and Confused regizat de Richard Linklater.

## Biografie
S-a născut în San Diego, California, ca fiul lui Debbie (născută Osborn), o chelneriță și a lui Frank London, un lucrător cu foi (tablă) de metal . Jason London a fost crescut în Oklahoma, aproape de Tuttle și DeSoto, Texas. Fratele său, geamăn identic, este de asemenea actor.  În 2003, cei doi au jucat împreună într-un episod din 7th Heaven intitulat "Smoking".  Jeremy a fost dublura lui Jason în Omul din Lună (The Man in the Moon).

## Filmografie
| An         | Titlu                                            | Rol                      | Note                                                                               |
| ---------- | ------------------------------------------------ | ------------------------ | ---------------------------------------------------------------------------------- |
| 1991       | December                                         | Russell Littlejohn       |                                                                                    |
| 1991       | The Man in the Moon                              | Court Foster             |                                                                                    |
| 1991       | Blood Ties                                       | Cody Puckett             | film de televiziune                                                                |
| 1991       | False Arrest                                     | Eric                     | film de televiziune                                                                |
| 1993       | Country Estates                                  | Adam Reed                | film de televiziune                                                                |
| 1993       | I'll Fly Away: Then and Now                      | Nathaniel Bedford        | film de televiziune                                                                |
| 1993       | A Matter of Justice                              | Chris                    | film de televiziune                                                                |
| 1993       | Dazed and Confused                               | Randall 'Pink' Floyd     |                                                                                    |
| 1993       | Tales from the Crypt                             | Henderson                | Episodul: "House of Horror"                                                        |
| 1994       | Safe Passage                                     | Gideon Singer            |                                                                                    |
| 1995       | My Teacher's Wife                                | Todd Boomer              |                                                                                    |
| 1995       | Fall Time                                        | Tim                      |                                                                                    |
| 1995       | The Outer Limits                                 | Jay Patton               | Episodul: "Caught in the Act"                                                      |
| 1995       | To Wong Foo, Thanks for Everything! Julie Newmar | Bobby Ray                |                                                                                    |
| 1995       | The Barefoot Executive                           |                          | film de televiziune                                                                |
| 1996       | Countdown                                        | Chris Murdoch            |                                                                                    |
| 1996       | If These Walls Could Talk                        | Kevin Donnelly           | film de televiziune                                                                |
| 1997       | Friends 'Til the End                             | Simon                    | film de televiziune                                                                |
| 1997       | Mixed Signals                                    | Alex                     |                                                                                    |
| 1998       | Broken Vessels                                   | Tom                      |                                                                                    |
| 1999       | Frontline                                        | Robert                   |                                                                                    |
| 1999       | The Rage: Carrie 2                               | Jesse Ryan               |                                                                                    |
| 1999       | Alien Cargo                                      | Christopher McNiel       | film de televiziune                                                                |
| 2000       | Jason and the Argonauts                          | Jason                    | film de televiziune                                                                |
| 2000       | The Hound of the Baskervilles                    | Sir Henry                | film de televiziune                                                                |
| 2000       | Poor White Trash                                 | Brian Ross               |                                                                                    |
| 2000       | $pent                                            | Max                      |                                                                                    |
| 2001       | Night Visions                                    | Richard Lansky           | Episodul: "The Passenger List/Bokor"                                               |
| 2001       | Out Cold                                         | Rick Rambis              |                                                                                    |
| 2002       | A Midsummer Night's Rave                         | Stosh                    |                                                                                    |
| 2003       | 7th Heaven                                       | Sid Hampton              | Episodul: "Smoking"                                                                |
| 2003       | Last Stand                                       | Pvt. James Cavanaugh     |                                                                                    |
| 2003       | Dracula II: Ascension                            | Luke                     | Video                                                                              |
| 2003       | Grind                                            | Jimmy Wilson             |                                                                                    |
| 2003       | Wasabi Tuna                                      | Evan                     |                                                                                    |
| 2004       | CSI: Crime Scene Investigation                   | Keith Garbett            | Episodul: "Mea Culpa"                                                              |
| 2004       | Identity Theft: The Michelle Brown Story         | Justin                   | film de televiziune                                                                |
| 2005       | Out of the Woods                                 | Matt Fleming             | film de televiziune                                                                |
| 2005-      | Wildfire                                         | Bobby                    | 9 episodes                                                                         |
| 2005       | The Prophecy: Uprising                           | Simon                    | Video                                                                              |
| 2005       | The Prophecy: Forsaken                           | Simon                    | Video                                                                              |
| 2005       | Dracula III: Legacy                              | Luke                     | Video                                                                              |
| 2006       | To Kill a Mockumentary                           | Tucker                   | Video                                                                              |
| 2006       | Glass House: The Good Mother                     | Ben Koch                 | Video                                                                              |
| 2006       | Greed                                            | Robert                   |                                                                                    |
| 2006       | Criminal Minds                                   | William Lee              | Episodul: "Aftermath"                                                              |
| 2007       | Adventures of Johnny Tao                         | Jimmy                    |                                                                                    |
| 2007       | Grey's Anatomy                                   | Jeff Pope                | Episodul: "Didn't We Almost Have It All?"                                          |
| 2007       | Who's Your Monkey?                               | Bobby                    |                                                                                    |
| 2007       | Showdown at Area 51                              | Jake Townsend            |                                                                                    |
| 2007- 2008 | Saving Grace                                     | Randy Matsin             | Episoadele: "A Language of Angels" (2007), "It's Better When I Can See You" (2008) |
| 2008       | All Roads Lead Home                              | Cody                     |                                                                                    |
| 2008       | Killer Movie                                     | Mike                     |                                                                                    |
| 2008       | Ghost Whisperer                                  | Dr. Ryan Heller          | Episodul: "Big Chills"                                                             |
| 2009       | The Evolution of Ethan Baskin                    | Ethan Baskin             |                                                                                    |
| 2009       | The Devil's Tomb                                 | Hicks                    | Video                                                                              |
| 2009       | Sutures                                          | Detective Zane           |                                                                                    |
| 2009       | Wishing Well                                     | Mark Jansen              | film de televiziune                                                                |
| 2009       | A Golden Christmas                               | Mitch                    |                                                                                    |
| 2010       | NCIS                                             | Dwight Kasdan            | Episodul: "Guilty Pleasures"                                                       |
| 2010       | The Putt Putt Syndrome                           | Johnny                   |                                                                                    |
| 2010       | Smitty                                           | Russell                  |                                                                                    |
| 2010       | Monsterwolf                                      | Yale                     |                                                                                    |
| 2010       | Fight or Flight                                  | Cale                     |                                                                                    |
| 2010       | Maskerade                                        | Arthur Brown             |                                                                                    |
| 2010       | 51                                               | Aaron "Shoes" Schumacher |                                                                                    |
| 2003       | Grind                                            | Jimmy Wilson             |                                                                                    |
| 2010       | Snow Beast                                       | Barry                    |                                                                                    |
| 2012       | Lego Hero Factory                                | Nathan Evo               | "Breakout" (Parts One & Two)                                                       |